# 20 30 40
《20 30 40》(二十, 三十, 四十: 20 30 40)은 홍콩에서 제작된 장애가 감독의 2004년 드라마, 멜로/로맨스 영화이다. 장애가 외에도 유약영과 이심결이 주연으로 출연하였다. 77회 아카데미상에 타이완의 외국어 부문에 입품되었으나 후보로 지명되지는 못했다.

## 출연

### 주연
- 장애가 - 릴리
- 유약영 - 샹샹
- 이심결 - 샤오 지에

### 조연
- 양가휘 - 제리
- 임현제 - 테니스 코치
- 황추생 - 시게
- 양기 - 이통

## KBS 성우진 (2007년 1월 27일)
- 송도영 - 릴리(장애가)
- 문선희 - 샹샹(유약영)
- 은미 - 샤오 지에(이심결)
- 홍성헌 - 제리(양가휘)
- 이봉준 - 시게(황추생)
- 김지혜 - 이통(양기)
- 오세홍 - 수트(황건화)
- 김영민 - 테니스 코치(임현제)
- 김소형 - 릴리의 남편(도전정)
- 원호섭 - 브라이언(장홍양)
- 김정아 - 릴리의 딸(증지교) / 꽃집 직원(옥이인)
- 위훈 - 샤오치(진백림)
- 윤동기 - 이통의 남자 친구(마지상) / 꽃집 직원(황건화)
- 송정희 - 제리의 여자 친구(장봉서)
- 은정 - 릴리의 남편 애인(셔웨난 커)

## 개봉, 출시
이 영화는 처음에 2004년 독일에서 개봉되었으며 이후 타이완, 홍콩, 한국에 개봉, 상영되었다. 이 영화는 2005년 아르헨티나(Columbia TriStar Films de Argentina)에서 출시되었고 이후 이탈리아, 헝가리에서도 출시되었다.

## 같이 보기
- 대만 영화